# Bibliothèques municipales de la ville de Paris
Bibliothèques municipales de la ville de Paris (česky Městské knihovny města Paříže) je knihovní síť 69 veřejných knihoven v Paříži ve všech 20 městských obvodech. Vedle běžných knihoven jsou její součástí i odborně zaměřené knihovny jako Bibliothèque historique de la ville de Paris (Historická knihovna města Paříže), Bibliothèque Forney, Bibliothèque administrative de la ville de Paris (Správní knihovna města Paříže), Bibliothèque des littératures policières (Knihovna detektivní literatury), Médiathèque musicale de Paris (Hudební mediotéka), Bibliothèque Marguerite Durand, Bibliothèque de l'Heure Joyeuse (Knihovna veselé hodiny) aj.